# HMS E38
HMS E38 – brytyjski okręt podwodny typu E. Zbudowany w latach 1914–1916 w Fairfield Shipbuilding and Engineering Company, Govan. Okręt został wodowany 13 czerwca 1916 roku i rozpoczął służbę w Royal Navy 10 lipca 1916 roku. Pierwszym dowódcą został Lt. Cdr. John de B. Jessop. 
W 1916 roku należał do Dziewiątej Flotylli Okrętów Podwodnych (9th Submarine Flotilla) stacjonującej w Harwich.
19 października 1916 roku uszkodził torpedą lekki krążownik SMS „München”, wycofany na skutek tego z czynnej służby do końca wojny.
6 września 1922 roku okręt został sprzedany firmie Ellis & Co w Newport.